# Maria Luísa de Meclemburgo-Schwerin
Maria Luísa Frederica Alexandrina Isabel Carlota Catarina em Meclemburgo-Schwerin (Ludwigslust, 31 de março de 1803 — Meiningen, 26 de outubro de 1862) foi uma filha do duque-hereditário Frederico Luís de Meclemburgo-Schwerin e consorte do duque Jorge de Saxe-Altemburgo.

## Família e juventude
Maria Luísa nasceu em Ludwigslust, Meclemburgo-Schwerin, a segunda filha do duque-hereditário Frederico Luís de Meclemburgo-Schwerin e da grã-duquesa Helena Pavlovna da Rússia. Os seus avós paternos eram o grão-duque Frederico Francisco I de Meclemburgo-Schwerin e a princesa Luísa de Saxe-Gota-Altemburgo. Os seus avós maternos eram o czar Paulo I da Rússia e a duquesa Sofia Doroteia de Württemberg.

## Casamento e descendência
Maria Luísa casou-se no dia 7 de outubro de 1825 em Ludwigslust com o duque Jorge de Saxe-Altemburgo, filho do duque Frederico de Saxe-Altemburgo e da sua esposa, a duquesa Carlota Jorgina de Meclemburgo-Strelitz.
Tiveram três filhos:
1. Ernesto I de Saxe-Altemburgo (16 de setembro de 1826 - 7 de fevereiro de 1908), casado com a princesa Inês de Anhalt-Dessau; com descendência.
2. Alberto de Saxe-Altemburgo (31 de outubro de 1827 - 28 de maio de 1835), morreu aos 8 anos de idade; sem descendência.
3. Maurício de Saxe-Altemburgo (24 de outubro de 1829 - 13 de maio de 1907), casado com a princesa Augusta de Saxe-Meiningen; com descendência.

## Genealogia
| Maria Luísa de Meclemburgo-Schwerin | Pai: Frederico Luís de Meclemburgo-Schwerin | Avô paterno: Frederico Francisco I de Meclemburgo-Schwerin    | Bisavô paterno: Luís de Meclemburgo-Schwerin               |
| Maria Luísa de Meclemburgo-Schwerin | Pai: Frederico Luís de Meclemburgo-Schwerin | Avô paterno: Frederico Francisco I de Meclemburgo-Schwerin    | Bisavó paterna: Carlota Sofia de Saxe-Coburg-Saalfeld      |
| Maria Luísa de Meclemburgo-Schwerin | Pai: Frederico Luís de Meclemburgo-Schwerin | Avó paterna: Luísa de Saxe-Gota-Altemburgo                    | Bisavô paterno: João Augusto de Saxe-Gota-Altemburgo       |
| Maria Luísa de Meclemburgo-Schwerin | Pai: Frederico Luís de Meclemburgo-Schwerin | Avó paterna: Luísa de Saxe-Gota-Altemburgo                    | Bisavó paterna: Luísa Reuss de Schleiz                     |
| Maria Luísa de Meclemburgo-Schwerin | Mãe: Helena Pavlovna da Rússia              | Avô materno: Paulo I da Rússia                                | Bisavô materno: Pedro III da Rússia                        |
| Maria Luísa de Meclemburgo-Schwerin | Mãe: Helena Pavlovna da Rússia              | Avô materno: Paulo I da Rússia                                | Bisavó materna: Catarina, a Grande                         |
| Maria Luísa de Meclemburgo-Schwerin | Mãe: Helena Pavlovna da Rússia              | Avó materna: Maria Feodorovna (Sofia Doroteia de Württemberg) | Bisavô materno: Frederico Eugénio II, Duque de Württemberg |
| Maria Luísa de Meclemburgo-Schwerin | Mãe: Helena Pavlovna da Rússia              | Avó materna: Maria Feodorovna (Sofia Doroteia de Württemberg) | Bisavó materna: Sofia Doroteia de Brandemburgo-Schwedt     |